# The Boy Is Mine
"The Boy Is Mine" é um dueto das cantoras norte-americanas Brandy e Monica, lançado como single pela Atlantic Records em 4 de maio de 1998. 
Foi escrita por LaShawn Daniels, Japhe Tejeda, Fred Jerkins III, Rodney "Darkchild" Jerkins e Brandy, ao passo que foi produzida por Jerkins, Brandy e Dallas Austin. A canção foi lançada como primeiro single dos segundos álbuns de estúdio de ambas cantoras, Never Say Never de Brandy e The Boy Is Mine de Monica. Inspirada pelo dueto de Michael Jackson e Paul McCartney, "The Girl Is Mine" (1982), a letra da faixa de R&B gira em torno de duas mulheres brigando por um homem.
A canção recebeu avaliações geralmente positivas dos críticos musicais e foi o primeiro hit pop número um de ambas as artistas, nos Estados Unidos e internacionalmente. 

## Videoclipe
O videoclipe que acompanha, dirigido por Joseph Kahn, estrelou as cantoras e Mekhi Phifer. Foi indicado a dois MTV Video Music Awards, incluindo Vídeo do Ano e Melhor Vídeo de R&B. Além disso, "The Boy Is Mine" foi premiado com o Grammy de Melhor Performance Vocal de R&B por um Duo ou Grupo e recebeu indicações para Gravação do Ano e Melhor Canção de R&B em 1999. Em 2012, as cantoras se reuniram no single "It All Belongs to Me".

## Desempenho nas paradas
"The Boy Is Mine" foi o primeiro número do registro pop e um tanto para os artistas, tanto stateside e internacionalmente. Explorando a presunção da mídia de uma rivalidade entre as duas jovens cantoras, "The Boy Is Mine" se tornou a música mais vendida do ano nos Estados Unidos, vendendo 2.6 milhões de cópias, e passou 13 semanas no topo da Billboard Hot 100.
Tornou-se a segunda canção na história da parada a ascender diretamente ao número um de uma posição anterior abaixo do top 20, no número 23, seguindo os Beatles e o salto de 27-1 de seu single "Can' t Buy Me Love" em abril de 1964. Internacionalmente, o single também alcançou um forte sucesso, chegando ao primeiro lugar no Canadá, Holanda e Nova Zelândia, enquanto alcançou o top cinco na maioria das outras paradas em que apareceu.

## Lista de faixas
| Single de 12 polegada dos EUA A1. "The Boy Is Mine" (extended mix) – 7:40 A2. "The Boy Is Mine" (a cappella) – 4:30 B1. "The Boy Is Mine" (album version) – 4:52 B2. "The Boy Is Mine" (album instrumental) – 4:52 Maxi-CD single dos EUA e Canadá 1. "The Boy Is Mine" (album version) – 4:52 2. "The Boy Is Mine" (club mix) – 7:40 3. "The Boy Is Mine" (radio with intro) – 4:00 4. "The Boy Is Mine" (album instrumental) – 4:52 5. "The Boy Is Mine" (a cappella) – 4:30 | Single CD, 7 polegadas, e cassette dos EUA 1. "The Boy Is Mine" (radio edit with intro) – 4:00 2. "The Boy Is Mine" (instrumental) – 4:52 Single CD e 12 polegadas do UK, e CD da Austrália 1. "The Boy Is Mine" (radio edit without intro) – 4:00 2. "The Boy Is Mine" (radio edit with intro) – 4:00 3. "The Boy Is Mine" (LP version) – 4:51 4. "The Boy Is Mine" (club version) – 7:40 Single cassette do UK e CD da Europae 1. "The Boy Is Mine" (radio edit without intro) – 4:00 2. "The Boy Is Mine" (club version) – 7:40 |